# Achatinella juddii
Achatinella juddii foi uma espécie de gastrópodes da família Achatinellidae.
Foi endémica do Arquipélago do Havaí.